# Храброво (Варненська область)
Хра́брово (болг. Храброво) — село у Варненській області Болгарії. Входить до складу общини Провадія.

## Населення
За даними перепису населення 2011 року у селі проживали 390 осіб.
Національний склад населення села:
| Національність   | Кількість осіб | Відсоток |
| ---------------- | -------------- | -------- |
| болгари          | 119            | 57,5%    |
| турки            | 61             | 29,5%    |
| цигани           | 26             | 12,6%    |
| Всього відповіли | 207            |          |

Розподіл населення за віком у 2011 році:
Динаміка населення: